# 裝熟
裝熟，又稱扮老友，指跟不太認識的人充作很熟的朋友的意思。在網路文化裡，經常裝熟的人又被稱為裝熟魔人。
裝熟一般指僅流於表面、只是形式上跟對方裝作是很熟的友人，一般情況之下，常人只會主動跟自己熟悉的友人談論某些話題，而非隨便與陌生人或泛泛之交無話不談。而裝熟則是指與對方交情非深，卻主動向對方說出一些只會跟好朋友說的話，又或是作出一些對好朋友的行動的情狀。例如詢問一些私隱問題、有親密的肢體接觸等。